# Sapphirina darwinii
Sapphirina darwinii  (лат.) — вид ракообразных из подкласса веслоногих (Copepoda). Широко распространён в Индийском океане. Достигает максимальной длины 4,4 мм.
В отличие от большинства других представителей подотряда Siphonostomatoida не является паразитическим видом, а ведет хищнический образ жизни. Активно охотится на различных мелких беспозвоночных, например на боченочников из рода Dolioletta.